# Kriegsgefangenenlager Stobs Military Camp

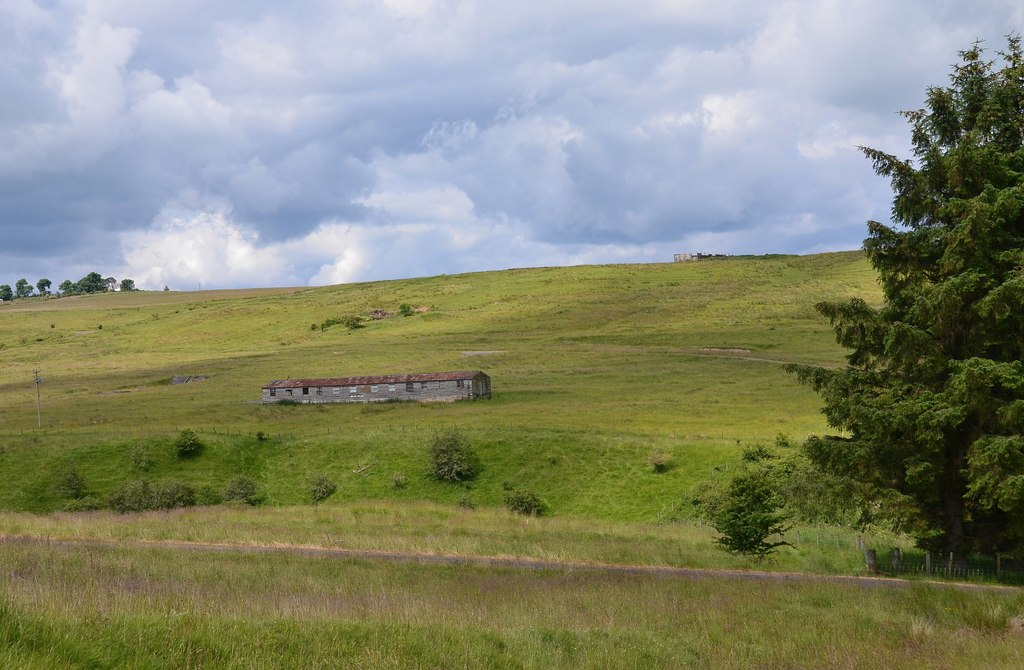
Erhaltene Wohnbaracke

Das Kriegsgefangenenlager Stobs Military Camp ist ein Kriegsgefangenen- und Internierungslager in der Nähe von Hawick im Bezirk Scottish Borders. Es genießt internationale Beachtung, da es das am besten erhaltene Lager des Ersten Weltkriegs in Großbritannien ist.

## Geschichte

### Vor Kriegsausbruch
Das Stobs-Anwesen wurde am 21. November 1902 von der britischen Regierung gekauft. Die ersten regulären Truppen im Stobs Camp sind im Juni 1903 dort stationiert worden; es waren die Queen’s Own Cameron Highlanders.
Unter schwankender Intensität der Nutzung des Stobs-Camps gab es dort von Juni 1903 bis Oktober 1912 eine ständige Personalpräsenz zu Ausbildungszwecken. Bei Ausbruch des Krieges wurden alle Truppen in ihre Garnisonen zurückbeordert.

### Erster Weltkrieg
Anfang 1914 wurde Stobs Camp als Trainingslager wieder wichtig. Nachdem es eine Reihe von Ausbildungslehrgängen beherbergt hatte, wurde es zu einem Internierungslager für „Ausländer“ und dann zu einem Kriegsgefangenenlager und entwickelte sich zu „dem Hauptlager für alle Kriegsgefangenen in Schottland“. Vorbereitungen für die Internierung einer großen Anzahl deutscher Gefangener wurden abgeschlossen.
Viele Deutsche und Österreicher wurden zu ihrer eigenen Sicherheit interniert, obwohl „die offizielle Linie war, dass die Maßnahmen ergriffen worden waren, um die Nation vor Spionen zu schützen“.
Von Juli 1916 bis Kriegsende war Stobs ein reines Lager für kriegsgefangene Soldaten.

#### Das Leben im Lager
Das Lager bestand aus vier Anlagen mit 80 Hütten, die Platz für 4.500 Männer boten. Zu den Gebäuden gehörten ein Krankenhaus, eine Leichenhalle, eine Bäckerei, Postämter, Koch- und Badehäuser, Werkstätten und eine Kantine.
Es wurden Vorträge, Konzerte, Theateraufführungen sowie Wettkämpfe für geistiges und körperliches Wohlbefinden ist organisiert. Eine Schule wurde eingerichtet, die von 3.500 Personen zur Fortbildung durchlaufen wurde.
Die Stobsiade war eine Lagerzeitung, die unter anderem eine Puzzle-Ecke und Anzeigen für Dienstleistungen innerhalb des Lagers hatte. Es handelte sich um eine zensierte Zeitung, aber mit dem Erlös wurden Werkzeuge für die Werkstätten, Bücher für die Lagerbibliothek und andere Projekte rund um das Lager gekauft. Die Gefangenen stellten ihre eigenen Kunstwerke her, die sie in Hawick verkaufen durften.
Es war unvermeidlich, dass einige der Kriegsgefangenen an ihren Verwundungen, Krankheiten oder durch ihre eigene Hand starben und die Behörden erlaubten es, einen eigenen Friedhof auf dem Land außerhalb des Lagers zu errichten. Insgesamt wurden 46 Gefangene und Zivilisten in Stobs begraben.
Obwohl die Gefangenen viele Freiheiten genossen, wurden ihre Briefe alle zensiert. Es lag in der Verantwortung der Dolmetscher, alle ein- und ausgehende Post, einschließlich der Pakete, zu kontrollieren.

### Nach dem Ersten Weltkrieg

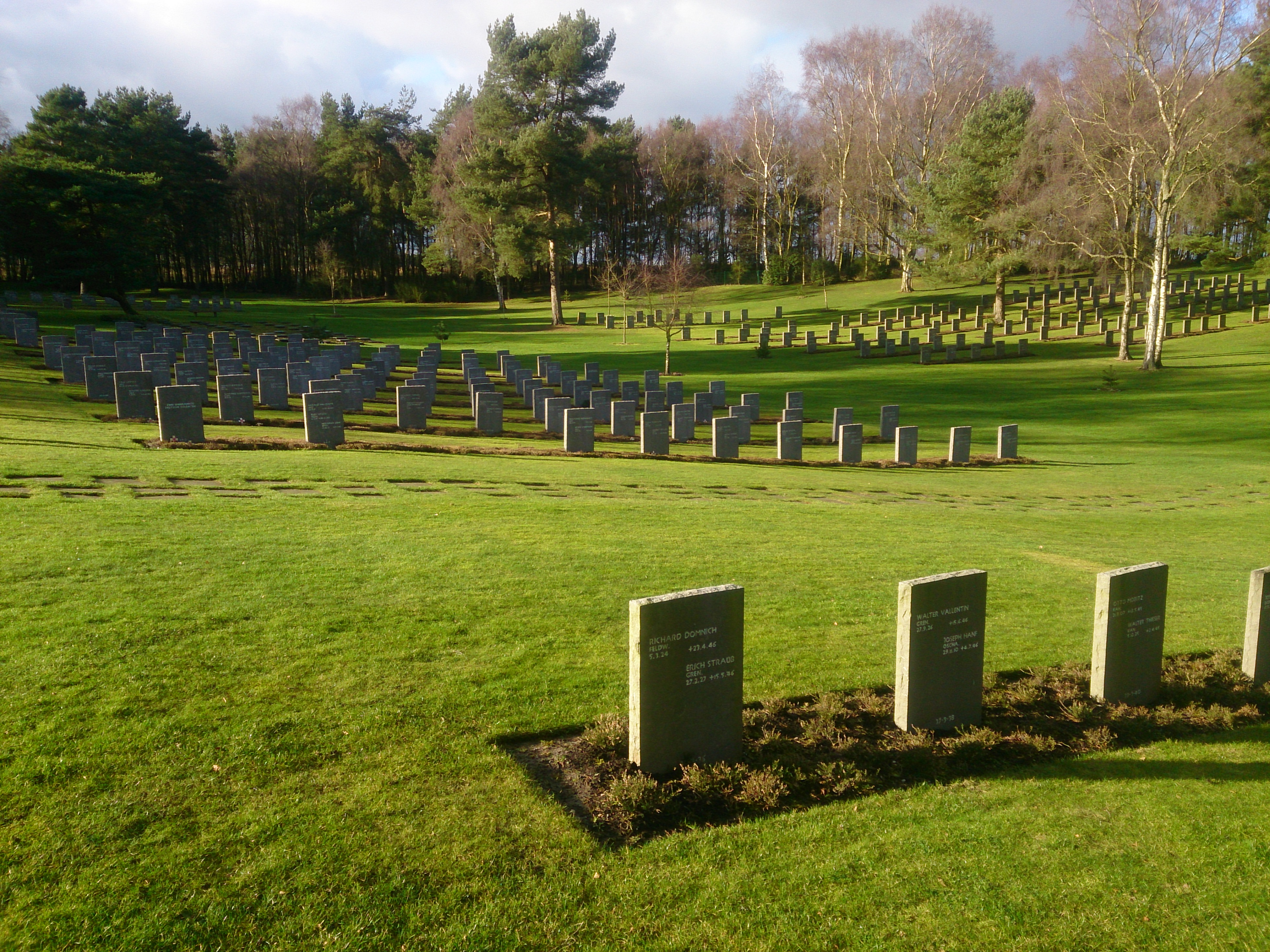
Kriegsgräberstätte Cannock Chase

Nachdem die Gefangenen Ende 1919 nach dem Ersten Weltkrieg das Lager verlassen konnten, kümmerten sich Einheimische um den Friedhof. In den 1960er Jahren ließ der Volksbund Deutsche Kriegsgräberfürsorge die Toten auf den deutschen Soldatenfriedhof in Cannock Chase, Staffordshire, überführen.
Im Zweiten Weltkrieg wurde Stobs Camp nicht wieder als Kriegsgefangenenlager genutzt.
Die letzte aufgezeichnete militärische Aktivität fand 1955 auf dem Stobs Gelände statt. 1957 wurde bekannt, dass das Camp geschlossen werden sollte. „Das Kriegsministerium hat den Rat der Grafschaft darüber informiert, dass der Abbau in Stobs fast abgeschlossen ist“.

## Gedenken und wissenschaftliche Aufarbeitung
Im Umfeld des früheren Camps, in der Stadt Hawick, wurde Anfang November 2018 das Internment Research Centre gegründet, das ein Verbund von britischen und deutschen Wissenschaftlern ist und als einzige Forschungseinrichtung in diesem Wissensgebiet aktiv ist. Zu der Gründungsveranstaltung war der deutsche Generalkonsul in Edinburgh, Jens-Peter Voss, eingeladen; er nahm teil und hielt eine Rede, bei der er insbesondere die erfolgreiche bilaterale Zusammenarbeit bei dem Projekt würdigte.
Am 11. November 2018 nahm Oberst i. G. Jean-Bertrand Lacroix, Deutsche Botschaft London, an der Gedenkveranstaltung zum 100. Jahrestag des Endes des Ersten Weltkriegs (Armistice Day 2018) teil. Er hielt eine viel beachtete Rede und unterstrich die Bedeutung sowohl des Gedenkens als auch der Versöhnung. Im Rahmen der Veranstaltung wurde auch ein Gedenkstein enthüllt, der ein exaktes Replikat des zerstörten Originals darstellt.